# Колючохвіст бурогорлий
Колючохвіст бурогорлий (Hirundapus cochinchinensis) — вид невеликих птахів родини серпокрильцевих (Apodidae). Поширений в Південно-Східній Азії.

## Поширення
Вид гніздиться на сході Гімалаїв в Індії, на півночі М'янми, в Індокитаї, Хайнані, Тайвані, Малайзії, на Суматрі та заході Яви. Живе в тропічних або субтропічних дощових лісах на висоті до 600 м.

## Опис
Його довжина близько 20 см, а вага близько 80 г. У нього довгі вузькі крила, а боки хвостового пір'я визирають із задньої частини хвоста.